# Michael Somare
Sir Michael Thomas Somare (9. dubna 1936 Rabaul – 25. února 2021 Port Moresby) byl politik z Papuy Nové Guiney. Byl prvním předsedou vlády po získání nezávislosti a je titulován „Papa blo kantri“ (Otec národa),
Narodil se v rodině policisty v Rabaulu a vyrůstal v provincii Východní Sepik. Vystudoval střední školu v Sogeri a pracoval jako učitel. Byl také úředním tlumočníkem a hlasatelem rozhlasu ve Wewaku. V roce 1967 založil stranu Pangu Pati, za kterou byl v roce 1968 zvolen do parlamentu. Energicky hájil práva domorodých obyvatel, nosil na veřejnosti tradiční sepický oděv lap-lap a otevřeně požadoval ukončení australské nadvlády. Díky jeho snahám získala v roce 1973 Papua Nová Guinea samosprávu a Somare byl jejím hlavním ministrem. Přechodné období ukončilo vyhlášení plné nezávislosti 16. září 1975, kdy se stal ministerským předsedou. Byl hlavním autorem ústavy, která zavedla westminsterský systém, prosazoval politický pluralismus a položil základy demokratického zřízení v PNG. Usiloval o modernizaci země, zároveň však na mezinárodním fóru prosazoval opatření na ochranu původních ekosystémů.
Z funkce premiéra byl poprvé odvolán roku 1980. Znovu se stal předsedou vlády po vítězných volbách v roce 1982 a vládl do roku 1985, kdy mu poslanci vyslovili nedůvěru. V letech 1988 až 1992 byl ministrem zahraničí ve vládě Rabbieho Namalia, pak se stal lídrem parlamentní opozice. V roce 1995 opustil Pangu Pati o o dva roky později se stal členem Strany národní aliance. Předsedou vlády se stal znovu v roce 2002 a dovedl svoji stranu k volebnímu vítězství také v roce 2007. Jeho koalice prosazovala projekt těžby zemního plynu, který vyvolal značné protesty a obvinění z korupce. V prosinci 2010 byl Somare hospitalizován a v dubnu následujícího roku ho v čele vlády nahradil Sam Abal. Somare své sesazení odmítl uznat a vypukla ústavní krize, kterou ukončily až volby v červnu 2012, v nichž jeho stoupenci ztratili parlamentní většinu.
Somare strávil v čele vlády sedmnáct let, což je nejvíce ze všech papuánských představitelů. Z politiky odešel v roce 2017, kdy se ze zdravotních důvodů neucházel o další poslanecký mandát. Zemřel ve věku 84 let na rakovinu slinivky břišní. S manželkou Veronicou měl pět dětí, syn Arthur Somare byl ministrem v jeho vládě.